# Lagoa dos Patos (Minas Gerais)
Lagoa dos Patos è un comune del Brasile nello Stato del Minas Gerais, parte della mesoregione del Norte de Minas e della microregione di Pirapora.